# Suwon
Suwon (Suwon-si) er en provinshovedstad i Gyeonggi-do, Sydkorea. Byen har over en million indbyggere og ligger cirka 30 kilometer syd for Seoul og er en af de mest populære af Seouls satellitbyer. Den er normalt kendt som "byen med meget fromhed".
- Wikimedia Commons har flere filer relateret til Suwon

37°17′09″N 127°00′36″Ø / 37.2858°N 127.01°Ø